# Jacqueline Pfeifer
Jacqueline „Jacka“ Pfeifer (* 6. Februar 1995 in Siegen als Jacqueline Lölling) ist eine deutsche Skeletonpilotin. Sie wurde Weltmeisterin und Europameisterin in ihrem Sport, 2015 wurde sie Vizeweltmeisterin, 2018 gewann sie die Silbermedaille bei den Olympischen Winterspielen in Pyeongchang.

## Werdegang
Jacqueline Lölling von der RSG Hochsauerland ist seit 2014 Angestellte bei der Bundespolizei (Sportfördergruppe) und kommt aus Brachbach, Kreis Altenkirchen, im Siegerland. Geboren ist sie im Siegener Stadtteil Weidenau. Sie begann 2007 mit dem Skeletonsport und gab ihr nationales Debüt im Leistungsbereich bei den Deutschen Meisterschaften 2009 in Winterberg, bei denen sie den 14. Platz belegte. Ihr Abitur legte sie am Geschwister-Scholl-Gymnasium in Winterberg ab. Das internationale Debüt folgte zum Beginn der Saison 2010/11 auf der Bahn in Cesana Pariol im Rahmen des Skeleton-Europacups. Lölling gewann auf Anhieb ihre beiden ersten Rennen vor Tina Hermann sowie Olga Korobkina beziehungsweise Laura Malaika. Sie fuhr noch zweimal auf Rang drei und belegte auch in der Gesamtwertung den dritten Rang hinter Tina Hermann und Elizabeth Yarnold.
In der Saison 2011/12 startete Lölling erstmals im Skeleton-Intercontinentalcup. Sie fuhr bereits im ersten Rennen auf Rang drei und konnte dies im letzten Saisonrennen wiederholen, womit sie in der Gesamtwertung den fünften Platz belegte. 2011 wurde sie in Winterberg überraschend Deutsche Meisterin 2012, 2012 gewann sie die Goldmedaille bei den Olympischen Jugendspielen in Innsbruck. Wenige Tage später gewann sie bei der Junioren-WM die Bronzemedaille. Im Januar 2013 startete sie bei zwei Europacup-Rennen und fuhr auf die Ränge drei und eins. Im Winter 2013/14 kehrte sie in den Intercontinentalcup zurück und belegte nach vier Podestplätzen in der Gesamtwertung den zweiten Rang hinter Tina Hermann. Im Januar 2014 wurde sie in Winterberg Junioren-Weltmeisterin vor Elisabeth Vathje und Maria Mazilu. Auch 2014/15 startete Lölling zunächst im Intercontinentalcup und wurde in den ersten vier Saisonrennen einmal Zweite und dreimal Siegerin. Bei den Deutschen Meisterschaften 2015 gewann sie zum zweiten Mal den Titel. Anschließend startete sie im Januar 2015 bei den letzten drei Saisonrennen des Europacups, die sie allesamt für sich entscheiden konnte, womit sie noch Neunte im Gesamtklassement wurde. Im Februar 2015 wiederholte Lölling ihren Sieg bei der Junioren-WM in Altenberg, bei der sie in beiden Läufen jeweils einen neuen Bahnrekord erzielte. Damit qualifizierte sie sich als Juniorenweltmeisterin auch für die Weltmeisterschaft in Winterberg. Im März des Jahres gewann Lölling dort überraschend die Silbermedaille hinter der amtierenden Olympiasiegerin Elizabeth Yarnold.
Zur Saison 2015/16 qualifizierte Lölling sich erstmals für den Weltcup und fuhr als Dritte in Altenberg sowie Zweite in Winterberg und Königssee bereits bei ihren ersten drei Rennen auf das Podest. Ende 2015 gewann sie als Titelverteidigerin bei den Deutschen Meisterschaften Silber hinter Tina Hermann. Bei der Europameisterschaft 2016 in St. Moritz verpasste sie als Vierte nur um eine Hundertstelsekunde die Podestränge; bei der Weltmeisterschaft in Igls wurde sie Neunte. Beim letzten Weltcuprennen des Winters wurde sie in Königssee erneut Zweite und belegte auch im Gesamtweltcup den zweiten Rang hinter Tina Hermann.
Am 6. Januar 2017 gelang Lölling in Altenberg ihr erster Weltcupsieg. Nur eine Woche später errang sie auf ihrer Heimbahn in Winterberg durch einen zweiten Platz im Weltcuprennen den Titel der Europameisterin.
In der Saison 2016/2017 konnte sie schließlich den Gesamtweltcupsieg einfahren und holte die Goldmedaille bei der WM am Königssee.
Ihren Sieg im Gesamtweltcup konnte sie mit vier Siegen in acht Rennen in der Saison 2017/18 wiederholen. Bei den Olympischen Spielen 2018 errang sie die Silbermedaille hinter Elizabeth Yarnold, die ihren Sieg von 2014 hatte wiederholen können. Im Juni 2018 erhielt Lölling dafür das Silberne Lorbeerblatt von Bundespräsident Frank-Walter Steinmeier.

### Olympische Winterspiele
Ergebnisse bei Olympischen Winterspielen:
|                                             | Einzel |
| ------------------------------------------- | ------ |
| Olympische Winterspiele 2018 \| Pyeongchang | 2.     |